# 露意莎·基里科
露意莎·基里科（英語：Louisa Chirico，1996年5月16日—）是美國职业网球女运动员，2015年轉職業。她的WTA生涯最高單打排名為第69（2016年7月18日）。

## 外部連結
- 露意莎·基里科的国际女子网球协会官方資料（英文）
- 露意莎·基里科的國際網球總會 職業／青少年 官方資料（英文）
- Fed Cup - Player profile - Louisa Chirico (USA) （页面存档备份，存于）